# George Mercer Dawson

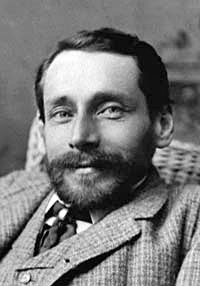
George M. Dawson im Mai 1885

George Mercer Dawson (* 1. August 1849 in Pictou, Nova Scotia; † 2. März 1901 in Ottawa) war ein kanadischer Geograph, Geodät und Paläontologe.
Die kanadische Regierung, vertreten durch den für das Historic Sites and Monuments Board of Canada zuständigen Minister, ehrte Dawson am 20. Mai 1937 für sein Wirken und erklärte ihn, wie seinen Vater dann im Jahr 1943, zu einer „Person von nationaler historischer Bedeutung“.

## Leben
George Mercer Dawson war der Sohn von Sir John William Dawson (1820–1899), dem Geologen und Paläontologen sowie Vorsteher der McGill University. Im Alter von elf Jahren erkrankte er an Tuberkulose der Wirbelsäule (Pott-Gibbus-Krankheit), wodurch sein Rücken deformiert und sein Körperwachstum gehemmt wurde.
Während seiner langwierigen Gesundungsphase erhielt er Unterricht von seinem Vater und Nachhilfelehrern. Später besuchte er die High School von Montreal und die McGill University (in Teilzeit). Dann zog er nach London, um dort ab 1869 an der Royal School of Mines (heute Teil des Imperial College London) Geologie und Paläontologie zu studieren. Nach drei Jahren graduierte er mit herausragenden Ergebnissen. 1890 erreichte Dawson einen LL.D.-Abschluss (Doktor der Rechtswissenschaften) an der Queen’s University in Kingston, 1891 ebenso an der McGill University.
In den 1870er Jahren machte Dawson Karriere als Professor für Chemie am Morrin College in der Stadt Québec. In der anschließenden Zeit führte er ausgedehnte Vermessungen in Westkanada durch, beginnend mit der International Boundary Survey (Internationale Grenzvermessung) zwischen 1872 und 1876. Sein 387 Seiten umfassender Ergebnisbericht Geology and Resources of the Region in the Vicinity of the 49th parallel from the Lake of the Woods to the Rocky Mountains, with Lists of Plants and Animals Collected, and Notes on the Fossils from the Killadeer Badlands currently part of Grasslands National Park (Geologie und Bodenschätze in der Region nahe dem 49. Breitenparallel vom Lake of the Woods bis zu den Rocky Mountains, mit Listen der gesammelten Pflanzen und Tiere sowie Bemerkungen über die Fossilien der derzeit zum Grasslands National Park gehörenden Killadeer Badlands) brachte ihm Ansehen als Wissenschaftler. 1874 hatte Dawson im Grasslands-Nationalpark die ersten Fossilien von Dinosauriern in Kanada entdeckt.
Von 1883 bis 1884 reiste Dawson im Auftrag der kanadischen Regierung durch die kanadischen Rockies, um die größeren Berge und Pässe sowie bedeutenden Flüsse zu kartieren. Er entdeckte viele Gipfel, darunter den Mount Assiniboine (3.618 Meter) und den Mount Temple (3.543 Meter). Der Mount Hector wurde 1884 von Dawson nach James Hector (1834–1907), einem Geologen der von John Palliser angeführten British North American Exploring Expedition (Palliser-Expedition), benannt. Als Ergebnis seiner Feldmessungen wurde 1886 eine Karte seiner Arbeiten veröffentlicht, die in den kanadischen Rockies etwa den Bereich zwischen der Grenze zu den USA, dem Red Deer Valley und dem Kicking Horse Pass abdeckte.
Im Jahr 1887 führte er eine Expedition in das Yukon-Gebiet an und erarbeitete einige der ersten Karten dieses später eigenständigen Territoriums. Sein Bericht wurde zehn Jahre später in einer Neuauflage veröffentlicht, als infolge des Goldrausches am Klondike der Informationsbedarf über das Gebiet hochgeschnellt war. Dawson zu Ehren wurde die Stadt Dawson im Yukon-Territorium benannt, ebenso Dawson Creek in British Columbia.
Dawson wurde 1875 als Mitglied in die Geologische Vermessungskommission von Kanada (Geological Survey of Canada) aufgenommen, 1883 deren stellvertretender Direktor und 1895 Direktor. 1891 wurde er zum Mitglied (Fellow) der Royal Society und 1900 in die American Academy of Arts and Sciences gewählt. 1900 war er Präsident der Geological Society of America.
Dawson starb unerwartet in Ottawa an akuter Bronchitis. Er ist im Familiengrab auf dem Friedhof Mont-Royal in Montreal beerdigt.